# Comprendre (Europe 1)
 (mars 2021).
Si vous disposez d'ouvrages ou d'articles de référence ou si vous connaissez des sites web de qualité traitant du thème abordé ici, merci de compléter l'article en donnant les références utiles à sa vérifiabilité et en les liant à la section « Notes et références ».
Comprendre était une émission de radio d'Europe1 diffusée quotidiennement entre 9 h 30 et 11 h 0 et animée par le journaliste Jacques Pradel de 2002 à 2008. Elle est remplacée durant la saison 2008/2009 par l'émission Europe 1 Découvertes animée par Michel Drucker.

## Description
« Comprendre est un magazine de la découverte et de la curiosité qui a pour objectifs d'expliquer, d'étonner, d'élargir le champ des connaissances ».
Jacques Pradel invite et discute avec des spécialistes ou des passionnés, auteurs de livres qui peuvent évoquer des sujets de façon vulgarisés aussi divers que le quotidien au Moyen Âge, l’état des connaissances sur le cerveau ou encore la vie de Boris Vian etc.
Cette émission a pour titre Connaissance.

## Récompenses
- Prix Roland Dorgelès (catégorie radio) pour Jacques Pradel pour son excellente performance d'animateur de radio dans cette émission.